# Tenuigerina
Tenuigerina es un género de foraminífero planctónico de la de la familia Globuligerinidae, de la superfamilia Rotaliporoidea, del suborden Globigerinina y del orden Globigerinida. Su especie tipo es Globigerina (Eoglobigerina) balakhmatovae. Su rango cronoestratigráfico abarca desde el Bathoniense (Jurásico superior) hasta el Kimmeridgiense inferior (Jurásico superior).

## Descripción
Tenuigerina incluía especies con conchas trocoespiraladas, de trocoespira baja y forma globigeriniforme; sus cámaras eran ovaladas, creciendo en tamaño de forma rápida; su ombligo era pequeño; su contorno era subcuadrado y ligeramente lobulado; su periferia era subaguda; sus suturas intercamerales eran rectas e incididas; su abertura era umbilical con forma de arco y bordeada por un estrecho labio; presentan pared calcítica hialina, finamente perforada, y superficie lisa o ligeramente pustulada.

## Discusión
El género Tenuigerina no ha tenido mucha difusión entre los especialistas. Sus especies son incluidas habitualmente en Globuligerina o en Conoglobigerina. Clasificaciones posteriores incluirían Tenuigerina en la Superfamilia Favuselloidea. Otras clasificaciones lo han incluido en la Subfamilia Rotundininae, de la Familia Hedbergellidae.

## Paleoecología
Tenuigerina, como Globuligerina, incluía especies con un modo de vida planctónico, de distribución latitudinal cosmopolita, preferentemente tropical-subtropical, y habitantes pelágicos de aguas superficiales (medio nerítico y epipelágico).

## Clasificación
Tenuigerina incluye a las siguientes especies:
- Tenuigerina balakhmatovae †
- Tenuigerina calloviensis †
- Tenuigerina parva †